# Anatolij Eiramdzjan
Anatolij Eiramdzjan (født 3. januar 1937 i Baku i Sovjetunionen, død 23. september 2014 i Miami i USA) var en sovjetisk filminstruktør.

## Filmografi
- Moja morjatjka (Моя морячка, 1990)[2][3]